# پارک ملی آبروزو (لاتزیو و مولیس)
پارک ملی آبروزو (به ایتالیایی: Parco nazionale d'Abruzzo) یک پارک ملی در ایتالیا است که در ابروتزو واقع شده‌است.